# Euphyia officiosa
Euphyia officiosa là một loài bướm đêm trong họ Geometridae.